# Chiesa di San Giovanni Battista (Mara)
La chiesa di San Giovanni Battista è un edificio religioso situato a Mara, centro abitato della Sardegna nord-occidentale. Consacrata al culto cattolico è sede dell'omonima parrocchia e fa parte della diocesi di Alghero-Bosa.
Edificata attorno al Cinquecento in forme gotiche, fu poi restaurata nel XVIII secolo secondo le linee del barocco. La chiesa presenta una navata unica, scandita da arcate trasversali, sulla quale su affacciano alcune cappelle laterali che ospitano altari lignei policromati. L'interno è arricchito inoltre dalla presenza di un grande retablo di buona fattura, in legno intagliato e dorato, eseguito nel XVII secolo, da statue settecentesche e da due tele del pittore Francesco Massa eseguite nel XVIII secolo.
Il campanile della chiesa che si staglia alla sua sinistra ha basamento a pianta quadrangolare, canna ottagonale e copertura a pinnacolo.

## Galleria d'immagini

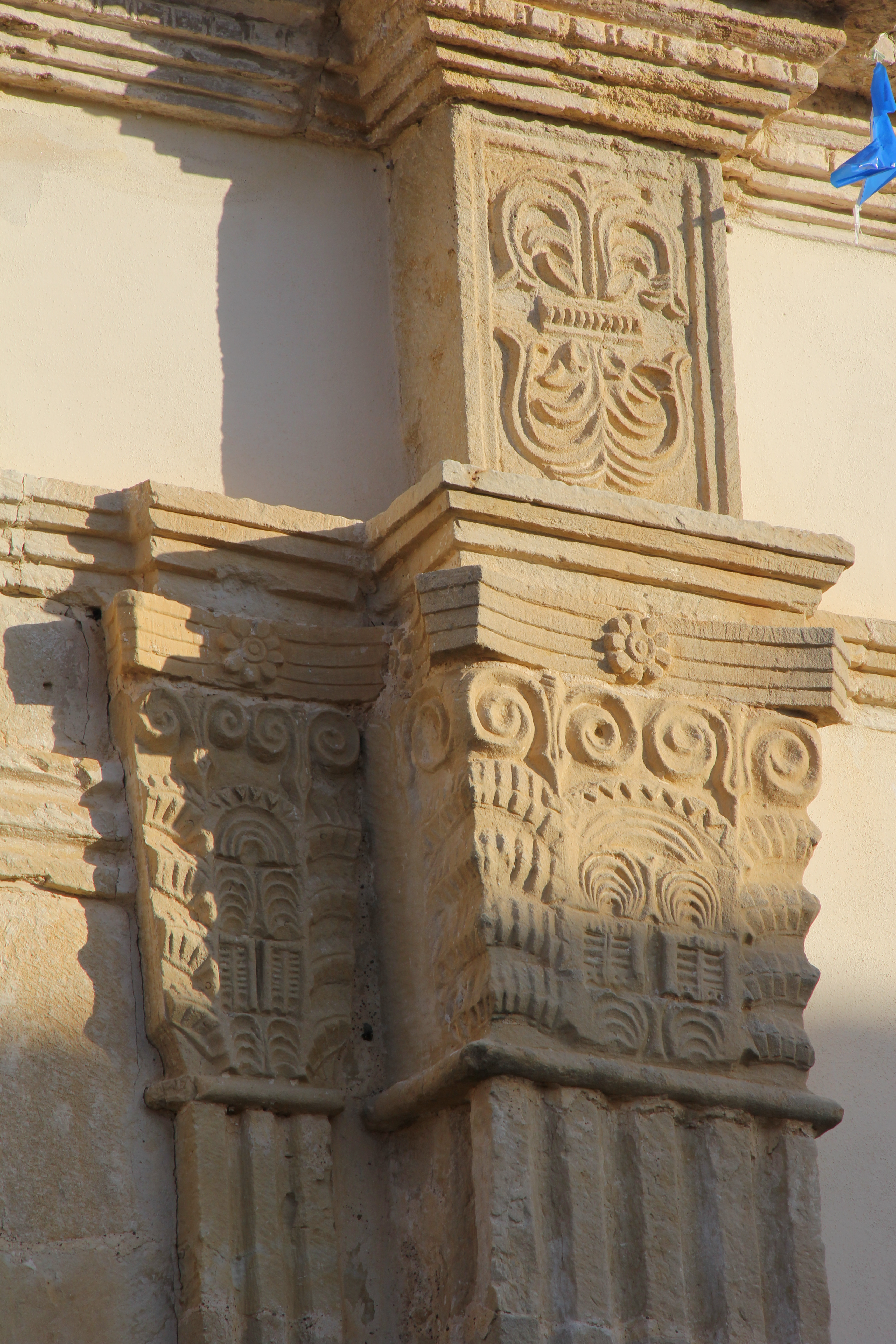
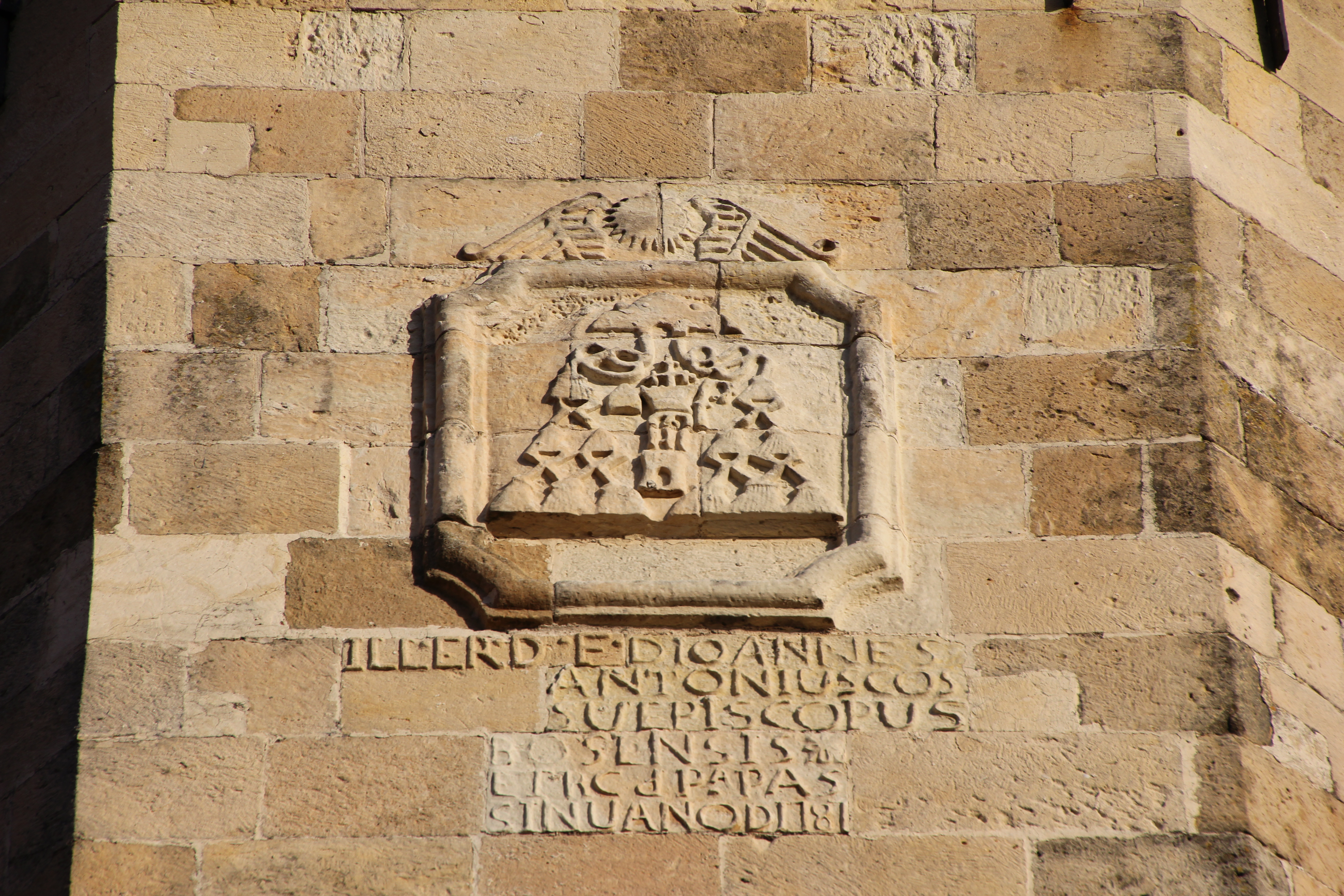
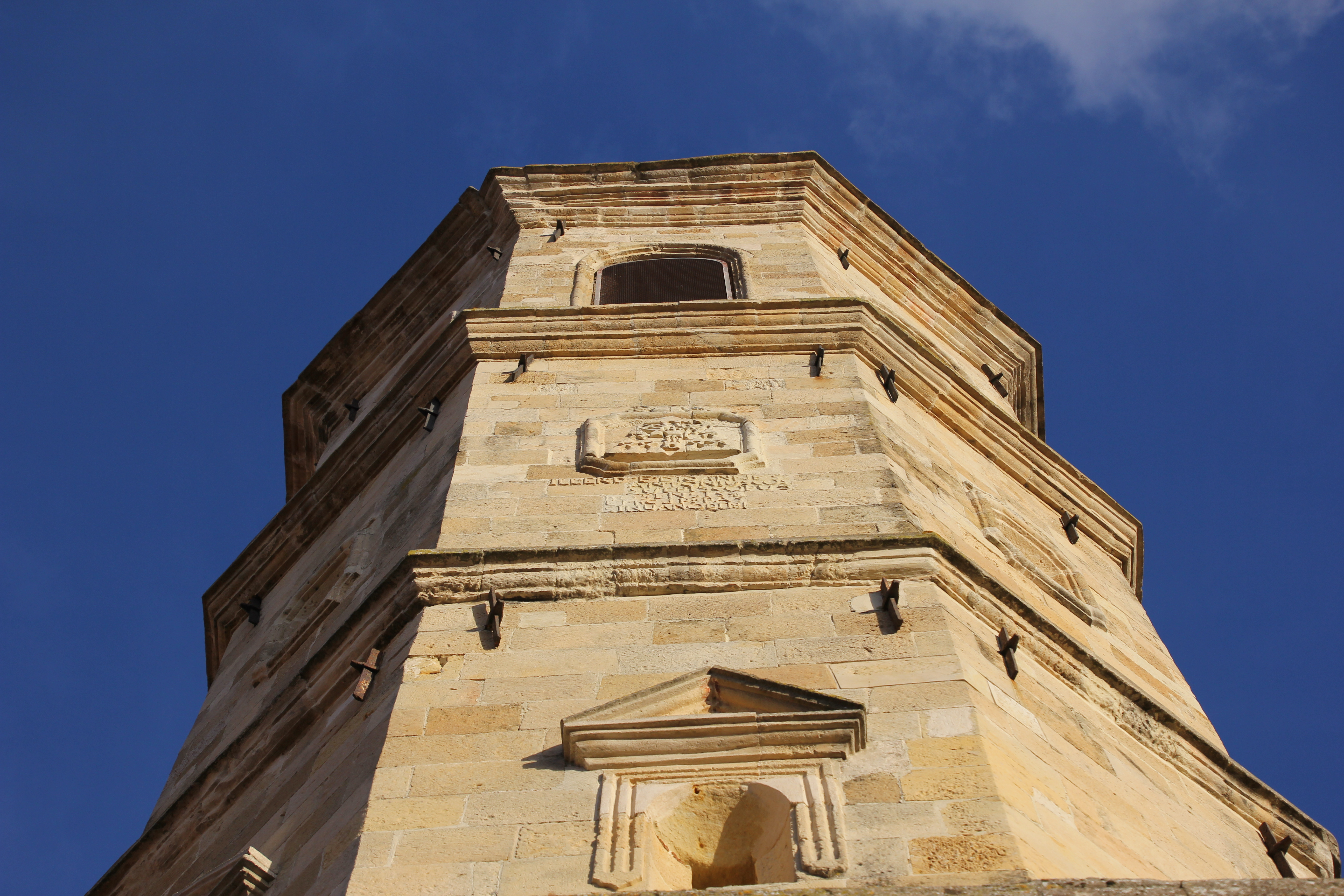